# Charles Rahi Chun
Charles Rahi Chun, geboren als Charles Chun (28 februari 1967, New York), is een Amerikaans acteur.

## Biografie
Chun werd geboren in New York bij Koreaanse ouders en groeide op in Utah, Korea en Zuid-Californië. Chun behaalde zijn Bachelor of Arts in Aziatische studies, Japans en literatuur aan de Phillips Academy in Andover en Connecticut College in New London. Hierna haalde hij zijn Master of Arts in transpersoonlijke psychologie aan de University of Santa Monica in Santa Monica.

## Filmografie

### Films
Uitgezonderd korte films.
- 2014: The Interview - als generaal Jong
- 2012: Scary or Die – als Taejung
- 2009: The Art of War III: Retribution – als Byung Hoon
- 2008: The Haunting of Molly Hartley – als dokter
- 2007: The Brothers Solomon – als dr. Wong
- 2007: Next – als Davis
- 2006: Mission: Impossible III – als IMF onderzoeker
- 2003: L.A. Sheriff's Homicide – als Jackson Chen
- 2002: Iron Palm – als admiraal
- 2000: Robbers – als politieagent
- 2000: Rubbernecking – als politieagent
- 2000: Now Chinatown – als chef
- 1999: My Favorite Martian – als radar bediende
- 1998: Yellow – als Aaron
- 1998: Deep Impact – als MSNBC omroeper
- 1998: Chance of a Lifetime – als dokter
- 1997: Double Tap – als tolk
- 1997: Black Dawn – als Koichi Tamura
- 1996: Ruke of Three – als Leon
- 1994: Dumb and Dumber – als aanwezige vliegveld
- 1994: Pentathlon – als Koreaanse Olympisch speler
- 1994: Beverly Hills Cop III – als technicus

### Televisieseries
Uitgezonderd eenmalige gastrollen.
- 2003-2011: General Hospital – als dr. Misra – 7 afl.
- 2011: All My Children – als dr. Lee – 2 afl.
- 2001-2009: Scrubs – als dr. Wen – 21 afl.
- 2008: Crash – als Dae Sik – 2 afl.
- 2005-2006: Night Stalker – als Seung – 2 afl.
- 2004-2005: Ned's Declassified School Survival Guide – als mr. Dren – 2 afl.
- 1996-2004: The Young and the Restless – als dr. Jerry Lee – 7 afl.
- 1996: The Single Guy – als politieagent – 2 afl.